# Stemma della Cecoslovacchia
Nel corso della storia della Cecoslovacchia vennero usati vari emblemi nazionali.

## Prima Repubblica (1918-1938) e primo periodo del secondo dopoguerra (1945-1961)

Stemma piccolo utilizzato durante la Prima Repubblica (1918-1939) e tra il 1945 e il 1961
Stemma medio (1918-1939)
Stemma grande (1918-1939)

## Occupazione tedesca della Cecoslovacchia (1938-1945)

Stemma grande del Protettorato di Boemia e Moravia, durante l'occupazione tedesca della Cecoslovacchia
Stemma piccolo del Protettorato di Boemia e Moravia
Stemma grande del Reichsgau Sudetenland
Stemma dello Repubblica Slovacca.

## Dopo il 1960

Stemma della Cecoslovacchia durante il regime comunista (1961-1989)
Stemma della Cecoslovacchia successivamente alla Rivoluzione di velluto (1990-1992)

## Insegna Presidenziale

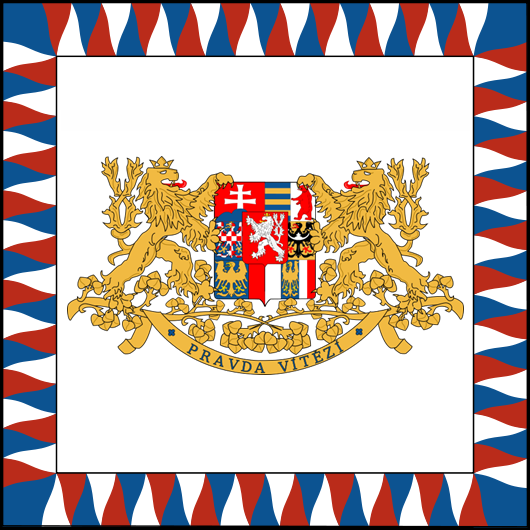
Insegna presidenziale fino al 1960
Insegna presidenziale dal 1960 al 1989
Insegna presidenziale dal 1990 al 1992